# Capital Collision (2023)
L'édition 2023 de Capital Collision est un Pay-per-view de catch (lutte professionnelle) produit par la promotion New Japan Pro-Wrestling. L'événement a eu lieu lieu le 15 avril 2023 à l'Entertainment & Sports Arena à Washington (District de Columbia). Il s'agit de la seconde édition de Capital Collision.

## Contexte
Les spectacles de la New Japan Pro Wrestling (NJPW) sont constitués de matchs aux résultats prédéterminés par les scénaristes de la compagnie. Ces rencontres sont justifiées par des storylines – une rivalité avec un catcheur, la plupart du temps – ou par des qualifications survenues dans les shows de la NJPW. Tous les catcheurs possèdent une gimmick, c'est-à-dire qu'ils incarnent un personnage gentil (Face) ou méchant (Heel), qui évolue au fil des rencontres. Un événement comme Capital Collision est donc un événement tournant pour les différentes storylines en cours.

## Tableau des matchs
| Ordre par numéros | Résultat | Stipulation(s)                                                        | Temps |
| --- | --- | --------------------------------------------------------------------- | ----- |
| 1P | TMDK (Bade Dude Tito et Shane Haste) bat Team Filthy (Jorel Nelson et Royce Isaacs)                                                                              | Tag Team match                                                        | 8:31  |
| 2 | Volador Jr., Jet Setters (Kushida et Kevin Knight), Mike Bailey et Gabriel Kidd battent CHAOS (Chuck Taylor, Lio Rush et Rocky Romero), Clark Connors et The DKC | 10-Man Tag Team match                                                 | 10:18 |
| 3 | David Finlay bat AR Fox | Match simple                                                          | 10:28 |
| 4 | Zack Sabre Jr. (c) bat Tom Lawlor | Match simple pour le NJPW World Television Championship               | 13:12 |
| 5 | Tomohiro Ishii bat El Desperado | Match simple                                                          | 16:40 |
| 6 | Fred Rosser contre Juice Robinson se termine en match nul | Match simple                                                          |       |
| 7 | Just 5 Guys (Sanada et Yoshinobu Kanemaru) bat Los Ingobernables de Japon (Tetsuya Naitō et Hiromu Takahashi)                                                    | Tag Team match                                                        | 16:40 |
| 8 | Kenta (c) bat Eddie Edwards | Match simple pour le Strong Openweight Championship                   | 18:42 |
| 9 | Aussie Open (Kyle Fletcher et Mark Davis) bat Motor City Machine Guns (Alex Shelley et Chris Sabin) (c) et Dream Team (Hiroshi Tanahashi et Kazuchika Okada)     | 3-Way Tag Team match pour les Strong Openweight Tag Team Championship | 25:13 |
| La lettre C placée entre parenthèses désigne la personne ou l’équipe championne en titre. P – indique que le match a eu lieu lors du pré-show | |                                                                       |       |